# Mario Puzo
Mario Puzo (New York, 15 oktober 1920 – 2 juli 1999) is de schrijver van de Godfatherserie en andere boeken over de maffia en tevens bewerker van zijn eigen romans tot filmscripts voor The Godfather (1972) en 
The Godfather Part II (1974) verfilmd door Francis Ford Coppola. Hij won de Academy Award for Best Writing (Adapted Screenplay) (Oscar) in 1972 en 1974.

## Biografie
Puzo werd als zoon van Italiaanse immigranten uit Pietradefusi geboren in New York, groeide op in Hell's Kitchen en studeerde daar aan het City College of New York alwaar hij direct na het afstuderen opgeroepen werd voor diensttijd in de Tweede Wereldoorlog. In 1969 publiceerde Puzo The Godfather (De peetvader). Later werd dit boek uitgebreid tot de filmtrilogie The Godfather, nadat het zeer succesvol was verfilmd door Francis Ford Coppola.
Hij was sinds 1946 getrouwd met Erika Lina Broske, die in 1978 overleed. Het echtpaar kreeg vier kinderen, onder wie Dorothy Ann Puzo, die het script schreef voor, en regisseur was van de film Cold Steel.

## Schrijver
Puzo schreef onder meer de volgende boeken:
- Mama Lucia (andere titel: The fortunate pilgrim)
- De Peetvader (over het leven van de familie Corleone)
- De laatste Don (over de familie Clericuzio)
- Omertà (over de erecode van de zwijgplicht bij de maffia)
- De Familie (over paus Alexander VI en zijn familie)
- De Siciliaan (over het leven van Salvatore Giuliano)
- De vierde K
- Dwazen sterven
- De zwarte arena
- Las Vegas

De Familie kan als zijn magnum opus worden beschouwd. Puzo was gefascineerd door de renaissance en Italië, maar vooral door de familie Borgia, die model stond voor dit boek.
Mario Puzo was coauteur van het script van Superman en Superman II.

## Publicaties

### Korte verhalen
- The Last Christmas, 1950

### Romans
- The Dark Arena, 1955
- The Fortunate Pilgrim, 1965
- The Runaway Summer of Davie Shaw, 1966
- Six Graves to Munich, 1967, onder pseudoniem Mario Cleri
- The Godfather, 1969
- Fools Die, 1978
- The Sicilian, 1984 sequel van The Godfather
- The Fourth K, 1991
- The Last Don, 1996
- Omertà, 2000
- The Family, 2001, voltooid door Puzo's jarenlange vriendin Carol Gino

### Nonfiction
- The Godfather Papers and Other Confessions, 1972
- Inside Las Vegas 1977

### Filmscripts
- The Godfather, 1972
- The Godfather Part II, 1974
- Earthquake, 1974
- Superman: The Movie, 1978
- Superman II, 1980
- The Godfather Part III, 1990
- Christopher Columbus: The Discovery, 1992